# Лора Роуз Лопес
Лора Роуз Лопес (до шлюбу Паркер Боулз; нар. 1 січня 1978) — англійська арт-кураторка. Дочка Камілли, королеви-консорта, та Ендрю Паркера Боулза, падчерка Чарльза III.

## Біографія

### Раннє життя
Лора Паркер Боулз росла в Bolehyde Manor в Аллінгтоні, а пізніше Middlewick House в Коршамі, обидва в Вілтширі. Вона та її брат Том виховувалися як римо-католики. Їх батько католик, як і бабуся Енн по лінії батька.
Здобула освіту в католицькій школі-інтернаті для дівчат у Сент-Мері Шефтсбері в Дорсеті.
У 1980-х роках вона з братом відвідували підготовчу школу Хейвуд у Коршамі.
Пізніше відвідувала Університет Оксфорд Брукс, де вивчала історію мистецтва та маркетинг.

### Кар'єра
У 2001 році Лора Паркер Боулз провела три місяці стажування у колекції Пеггі Гуггенхайм у Венеції, яку, за її словами, багато років потому вона все ще відвідувала, коли була у Венеції. Була автомобільною кореспонденткою Tatler у 2001 році, а її брат Том - оглядачем харчових продуктів у тому ж журналі.
У середині 2000-х Паркер Боулз керувала галереєю Space Gallery в лондонському районі Белгравія, а в жовтні 2005 року стала співзасновницею і директором лондонської галереї Eleven.

### Шлюб
6 травня 2006 року одружилася з дипломованим бухгалтером Гаррі Лопесом, онуком Мессі Лопеса, 2-го барона Роборо та Хелен Доусон, а також Гевіна Астора та Ірен Хейг із родини Асторів. Вінчання відбулося в церкві Святого Сіріака, англіканській церкві 11-го століття в Лакоку, графство Вілтшир. Нареченя була у весільній сукні Анни Валентайн, дизайнерки, відомої тим, що розробила сукню своєї матері для її весілля з принцом Уельським у 2005 році. На весіллі були присутні від 400 до 500 гостей, а після церемонії на вулицях вишикувалися більше 2000 доброзичливців. Прийом відбувся в Рей Мілл, сусідньому маєтку матері нареченої.
Лопес народила дочку Елізу 16 січня 2008 року. 30 грудня 2009 року народила двійнят Гаса і Луї. Еліза була подружкою нареченої на весіллі принца Вільяма та Кетрін Міддлтон 29 квітня 2011 року.